# Aspilota tshirikovi
Aspilota tshirikovi är en stekelart som beskrevs av Sergey A. Belokobylskij 2007. Aspilota tshirikovi ingår i släktet Aspilota och familjen bracksteklar. Inga underarter finns listade.